# In cerca di Jane
In cerca di Jane (I Just Want My Pants Back) è una serie televisiva statunitense in onda su MTV dal 2 febbraio 2012, dopo la messa in onda in anteprima dell'episodio pilota il 28 agosto 2011, sullo stesso canale. È basata sull'omonimo romanzo di David J. Rosen, pubblicato nel 2007.
Il 16 maggio 2012 MTV ha cancellato la serie a causa dei bassi ascolti.
In Italia la serie viene trasmessa in prima visione assoluta su MTV a partire dal 22 novembre 2012.

## Trama
La serie segue le vicende di un gruppo di ventenni che vive nel quartiere di Brooklyn, a New York.

## Personaggi ed interpreti
- Jason Strider, interpretato da Peter Vack, doppiato da Angelo Evangelista.
È un ventenne ebreo che lotta per il sesso, l'amore, la carriera e l'amicizia. Lavora in un'agenzia di casting.
- Tina, interpretata da Kim Shaw, doppiata da Gea Riva.
È la migliore amica di Jason.
- Stacey, interpretata da Elisabeth Hower, doppiata da Katia Sorrentino.
Innamorata di Eric, tenta di mantenere viva la relazione con lui anche dopo il college.
- Eric, interpretato da Jordan Carlos, doppiato da Massimo Di Benedetto.
Innamorato di Stacey, cerca di continuare la relazione con lei anche dopo il college.
- J.B., interpretato da Chris Parnell.
È il capo di Jason.
- Bobby, interpretato da Sunkrish Bala.
È il proprietario del locale frequentato dai ragazzi.

## Episodi
| Stagione       | Episodi | Prima TV USA | Prima TV Italia |
| -------------- | ------- | ------------ | --------------- |
| Prima stagione | 12      | 2012         | 2012            |

## Produzione
La serie è basata sul romanzo del 2007 di David J. Rosen intitolato I Just Want My Pants Back. L'episodio pilota è stato scritto dallo stesso Rosen ed è stato diretto da Doug Liman. I produttori esecutivi della serie sono Rosen, Liman e Dave Bartis, con Universal Cable Productions e Hypnotic. Inoltre Gene Klein è co-produttore esecutivo.
Peter Vack, Elisabeth Hower, Jordan Carlos e Kim Shaw sono stati scelti per interpretare i quattro protagonisti: Jason, Stacey, Eric e Tina. La produzione del primo episodio della durata di mezz'ora è iniziata a New York il 3 settembre 2010.
Il 14 gennaio 2011, MTV ha ordinato una stagione di 12 episodi, e la produzione dei restanti episodi è iniziata nel giugno dello stesso anno. L'episodio pilota è stato trasmesso in anteprima il 28 agosto 2011, dopo gli MTV Video Music Award 2011, ed è stato seguito da 5,1 milioni di telespettatori. Il resto della stagione è andato in onda a partire dal 2 febbraio 2012, dopo il reality show Jersey Shore.

## Controversie
Il Parents Television Council ha criticato negativamente, ritenendola troppo permissiva, la scelta di classificare come TV-14 (non adatto ai minori di 14 anni) la serie televisiva, a causa dei riferimenti sessuali espliciti all'interno della serie. Inoltre, il PTC ha invitato alcuni sponsor, tra cui Dr Pepper, T-Mobile e Toyota, a non supportare la serie televisiva.